# Ricardo Pavoni
Ricardo Elbio Pavoni Cúneo (* 8. července 1943) je bývalý uruguayský fotbalový obránce, který odehrál většinu své kariéry za klub CA Independiente v argentinské Primera División.

## Kariéra

### Klubová
Pavoni začal svou fotbalovou kariéru v montevidejském klubu Defensor. Rozčarovaný ze života fotbalisty byl na pokraji toho, že s fotbalem úplně skončí a půjde pracovat do kasina jako krupiér, dokud se nenechal přesvědčit, aby hrál fotbal za argentinský klub Independiente. V Independiente se zasloužil o vstřelení 57 gólů.
Do Independiente přišel ve věku 21 let, aby nahradil Tomáse Rolana, dalšího Uruguayce, který ovšem utrpěl vážné zranění. Jeho první zápas za Independiente se odehrál 24. března 1965 v zápase Poháru osvoboditelů. Independiente porazilo Bocu Juniors výsledkem 2:0.
Během dvanácti let v klubu (1965–1976) byl zbožňován fanoušky Independiente. Do paměti příznivců se zapsali zejména jeho silné náběhy po levém křídle, likvidování přímých kopů levou nohou a časté pokusy o odklizení míče z brankové čáry na poslední chvíli. Mnozí ho považují za archetyp uruguayského fotbalisty.
Pavoni (známý také pod přezdívkou "el Chivo") získal během své kariéry mnoho trofejí, včetně trojnásobného vítězství v argentinské první lize, pěti triumfů v Poháru osvoboditelů, tří v Copa Interamericana a jednoho v Interkontinentálním poháru. Po odchodu do sportovního důchodu se v klubu angažuje jako trenér rezervních a mládežnických týmů. Při několika příležitostech byl také dočasným manažerem prvního týmu.

### Reprezentační
V letech 1962 až 1974 odehrál 13 zápasů za národní tým Uruguaye, ve kterých vstřelil dva góly. Byl součástí týmu Uruguaye na Mistrovství světa ve fotbale 1974 v Západním Německu.

## Úspěchy
Independiente
- Argentinská Primera División (3): Nacional 1967, Metropolitano 1970, Metropolitano 1971
- Pohár osvoboditelů (5): 1965, 1972, 1973, 1974, 1975
- Copa Interamericana (3): 1973, 1974, 1976
- Interkontinentální pohár (1): 1973